# 克拉希尼克縣

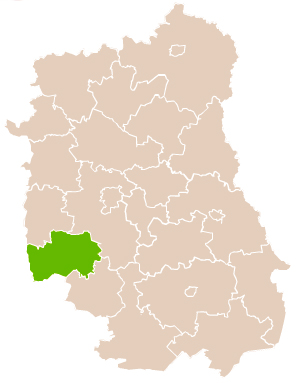

50°55′N 22°13′E / 50.917°N 22.217°E
克拉希尼克縣（波蘭語：Powiat kraśnicki），是波蘭的縣份，位於該國東部，由盧布林省負責管轄，首府設於克拉希尼克，面積1,005平方公里，2006年人口99,770，人口密度每平方公里99人。